# Hoveton St Peter
Hoveton St Peter var en civil parish fram till 1935 när den uppgick i civil parish Hoveton, i grevskapet Norfolk i England. Civil parish var belägen 13 km från Norwich och hade 102 invånare år 1931.